# Rječina
Rječina (italijansko Fiumara) je reka v Hrvaškem primorju, dolga 18,7 kilometra. V mestu Reka se izliva v Jadransko morje oz. Kvarnerski zaliv.

## Tok
Rječina izvira iz kraškega izvira pod vrhom Kičej, ob vznožju Gorskega kotarja. V svojem zgornjem toku teče po široki dolini mimo vasi Kukuljani, Zoretići, Trnovica, Milaši, Martinovo Selo, kjer meandrira po poplavni ravnici. Nizvodno od naselja Lukeži se razširi v akumulacijsko jezero Valići, ki je nastalo z izgradnjo jezu za Hidroelektrarno Reka. 
Pri naselju Pašac Rječina vstopi v ozek kanjon, vsekan v apnenčasto skalovje. Po okoli 3 kilometrih se kanjon konča v mestu Reka in se blizu zajetega izvira Zvir razširi v naplavno ravnico. Nekdanji estuarij se je skozi stoletja zapolnil z naplavinami in začela se je oblikovati delta. Leta 1855 so, da bi preprečili nadaljnje poplave, na izlivu Rječine izkopali novo strugo vzhodno od obstoječe. Iz odrezane stare struge je nastal Mrtvi kanal, ki danes služi kot privez za čolne in manjše ladje.
- Rječina ob izviru
- Pregrade v srednjem toku
- Kanjon pri Pašcu
- Rječina v kompleksu nekdanje tovarne papirja
- Mrtvi kanal

## Hidrografija
Vodotok Rječine je izrazito hudourniškega značaja z velikimi nihanji vodostaja; izvir je ob obilnejših deževjih zelo vodnat, medtem ko poleti včasih povsem presahne. Njeni pritoki so hudourniškega značaja in so večji del leta suhi. Največji pritok je potok Sušica, ki priteka z Grobniškega polja in se v Rječino izliva v Lukežih. Pobočja struge v zgornjem toku so močno erodibilne, zaradi česar reka ustvarja in prenaša velike količine naplavin.

## Ljudje in reka
Izliv Rječine se je vsaj od 16. stoletja uporabljal kot pristanišče. Njena dolina je del reškega epicentralnega seizmičnega območja, zaradi česar so zlasti prebivalce njenega srednjega toka pogosto prizadevali plazovi, kot tudi poplave. V letih 1898 do 1908 so v strugi med Martinovim Selom in Pašcem zgradili niz pregrad, s katerimi so zmanjšali količino naplavin in pogostost poplav. Izvir Rječine se od leta 1915 izkorišča za vodooskrbo Reke.
Med prvo in drugo svetovno vojno je zahodni breg Rječine predstavljal mejo med Reko (svobodno državo, kasneje Italijo) in Sušakom (Kraljevino SHS oziroma Jugoslavijo).
Na Rječini je zgrajena Hidroelektrarna Reka, ki je pričela obratovati leta 1968. Njena strojnica z dvema francisovima turbinama se nahaja na Reki, kamor voda priteka po cevovodu iz akumulacijskega jezera Valići. Moč elektrarne je 36,8 MW.
V kanjonu stojijo razvaline industrijskih mlinov in žag, v Martinovem Selu pa eden od mlinov še vedno deluje.